# Wuzhou
Wuzhou (en chino, 梧州市; pinyin, Wúzhōu shì; cantonés, Ng⁴zau¹; zhuang, Ngouzcouh) es una ciudad-prefectura en la Región autónoma de Guangxi, al sur de la República Popular de China. Su área es de 12 572 km² y su población para 2018 superó los 3 millones de habitantes.

## Historia

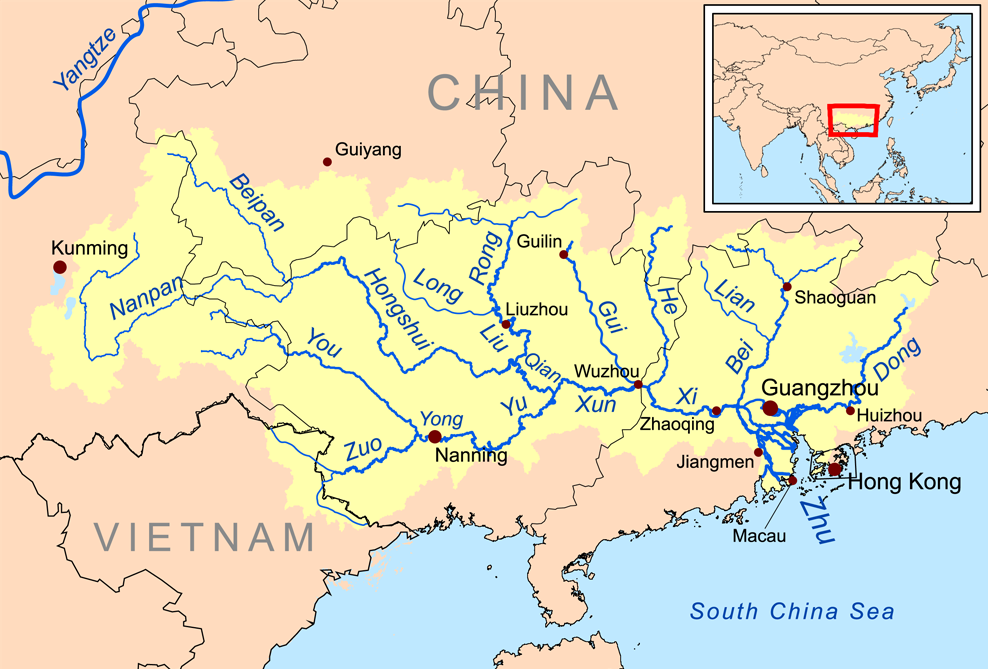
Mapa de la cuenca del río Perla en el que aparece Wuzhou

Los hallazgos arqueológicos nos indican que durante el Neolítico hubo seres humanos establecidos en Wuzhou. La ciudad de Wuzhou se estableció formalmente en el cuarto año del período de Wude, dinastía de la espiga (A.D. 621).

## Demografía
La población de Wuzhou en 2004 era de 2 870 000 habitantes. Los grupos étnicos predominantes eran el Zhuang, Yaoy Hakka. Wuzhou está tradicionalmente relacionada con la cultura cantonesa, por lo que allí se habla el Wuzhou o un dialecto del cantonés.

## Geografía
Wuzhou está localizada en el este de Guangxi, en el límite fronterizo de la provincia de Guangdong, en la confluencia de los ríos Gui y Xun, donde se forma el río Xi; el 85% del agua de Guangxi fluye por Wuzhou. Su extensión es de 12,588 km².

## Administración
Desde 2013 Wuzhou está conformada de 7 localidades que se administran en 3 distritos urbanos (区), 1 ciudad suburbana (市) y 3 condados (县):
| Nombre    | chino s | chino t | Pinyin        | Área | Población | Densidad |
| --------- | ------- | ------- | ------------- | ---- | --------- | -------- |
| Wanxiu    | 万秀区  | 萬秀區  | Wànxiù Qū     | 407  | 159 000   | 391      |
| Changzhou | 长洲区  | 長洲區  | Chángzhōu Qū  | 378  | 148 100   | 392      |
| Longxu    | 龙圩区  | 龍圩區  | Lóngxū Qū     | 971  | 288 482   | 296      |
| Cenxi     | 岑溪市  | 鬆滋市  | Cénxīī Shì    | 2783 | 903 000   | 324      |
| Cangwu    | 苍梧县  | 蒼梧縣  | Cāngwú Xiàn   | 4273 | 619 300   | 145      |
| Teng      | 藤县    | 藤縣    | Téng Xiàn     | 3946 | 1 036 900 | 263      |
| Mengshan  | 蒙山县  | 蒙山縣  | Méngshān Xiàn | 1279 | 212 100   | 166      |

## Clima
El clima de Wuzhou oscila entre el tropical y subtropical, aparte del monzónico. El trópico de Cáncer divide la ciudad. La temperatura media anual es de 21,1 °C y las precipitaciones anuales de 1500 mm, alcanzándose como media al año 1915 horas de sol.
| Parámetros climáticos promedio de Wuzhou (1971-2000) | Parámetros climáticos promedio de Wuzhou (1971-2000) | Parámetros climáticos promedio de Wuzhou (1971-2000) | Parámetros climáticos promedio de Wuzhou (1971-2000) | Parámetros climáticos promedio de Wuzhou (1971-2000) | Parámetros climáticos promedio de Wuzhou (1971-2000) | Parámetros climáticos promedio de Wuzhou (1971-2000) | Parámetros climáticos promedio de Wuzhou (1971-2000) | Parámetros climáticos promedio de Wuzhou (1971-2000) | Parámetros climáticos promedio de Wuzhou (1971-2000) | Parámetros climáticos promedio de Wuzhou (1971-2000) | Parámetros climáticos promedio de Wuzhou (1971-2000) | Parámetros climáticos promedio de Wuzhou (1971-2000) | Parámetros climáticos promedio de Wuzhou (1971-2000) |
| Mes                                                  | Ene.                                                 | Feb.                                                 | Mar.                                                 | Abr.                                                 | May.                                                 | Jun.                                                 | Jul.                                                 | Ago.                                                 | Sep.                                                 | Oct.                                                 | Nov.                                                 | Dic.                                                 | Anual                                                |
| ---------------------------------------------------- | ---------------------------------------------------- | ---------------------------------------------------- | ---------------------------------------------------- | ---------------------------------------------------- | ---------------------------------------------------- | ---------------------------------------------------- | ---------------------------------------------------- | ---------------------------------------------------- | ---------------------------------------------------- | ---------------------------------------------------- | ---------------------------------------------------- | ---------------------------------------------------- | ---------------------------------------------------- |
| Temp. máx. media (°C)                                | 17.0                                                 | 17.5                                                 | 21.1                                                 | 25.8                                                 | 30.0                                                 | 32.3                                                 | 33.7                                                 | 33.5                                                 | 32.1                                                 | 28.8                                                 | 24.1                                                 | 19.8                                                 | 26.3                                                 |
| Temp. mín. media (°C)                                | 8.4                                                  | 10.0                                                 | 13.5                                                 | 18.1                                                 | 21.5                                                 | 23.9                                                 | 24.5                                                 | 24.3                                                 | 22.8                                                 | 19.0                                                 | 13.9                                                 | 9.7                                                  | 17.5                                                 |
| Lluvias (mm)                                         | 55.5                                                 | 76.7                                                 | 82.6                                                 | 203.1                                                | 279.5                                                | 193.8                                                | 169.2                                                | 173.4                                                | 91.1                                                 | 62.1                                                 | 33.7                                                 | 30.2                                                 | 1450.9                                               |
| Días de lluvias (≥ 0.1 mm)                           | 10.3                                                 | 13.1                                                 | 15.0                                                 | 17.7                                                 | 19.7                                                 | 18.2                                                 | 15.7                                                 | 16.9                                                 | 10.8                                                 | 7.2                                                  | 6.1                                                  | 6.1                                                  | 156.8                                                |
| Horas de sol                                         | 95.0                                                 | 62.2                                                 | 62.2                                                 | 79.5                                                 | 134.9                                                | 167.4                                                | 226.9                                                | 209.2                                                | 192.9                                                | 187.9                                                | 169.3                                                | 150.8                                                | 1738.2                                               |
| Humedad relativa (%)                                 | 76                                                   | 80                                                   | 82                                                   | 84                                                   | 84                                                   | 83                                                   | 81                                                   | 82                                                   | 78                                                   | 73                                                   | 71                                                   | 70                                                   | 78.7                                                 |
| Fuente: 中国气象局 国家气象信息中心                  |                                                      |                                                      |                                                      |                                                      |                                                      |                                                      |                                                      |                                                      |                                                      |                                                      |                                                      |                                                      |                                                      |

## Economía
El producto tradicional de la agricultura de la región de Wuzhou es la miel.

## Transporte
El aeropuerto de Wuzhou (梧州长洲岛机场) tiene vuelos para Guangzhou, Hong Kong, Macao y Hailu, y en este hay vuelos con aviones Boeing 737 en sus cuatro pistas de aterrizaje.